# Sant Cebrià de Fuirosos
Sant Cebrià de Fuirosos és una església al municipi de Sant Celoni (Vallès Oriental) inclosa a l'Inventari del Patrimoni Arquitectònic de Catalunya. Aquest edifici és conegut des del segle xiv, el lloc és esmentat des del 1020. Aquesta església sembla que fou sempre sufragània de Montnegre però és posterior al 1560. Els pobles de Fuirosos i la Batllòria, formaren part de la baronia i de Montnegre, i amb aquest poble s'integraren a Sant Celoni el 1927 doncs forma part del municipi de Sant Celoni.
És un edifici religiós format per una sola nau, amb dues capelles al costat del presbiteri. La nau té dos trams i el presbiteri està separat per dos arcs torals de mig punt. La volta és de mig canó. Als dos costats de la nau hi ha una senzilla cornisa, posterior l'any 1560. El paviment és de maó. Té dues portades, una està tancada a la part de migjorn amb una petita motllura. L'altra, que és la que s'utilitza, és quadrada. Hi ha un campanar quadrangular, d'un sol cos, amb quatre buits a les campanes que són obertures d'arcs de mig punt. Fou construïda de paredat i coronada en els seus vèrtexs amb merlets. És del segle xvi.